# Општина Рунку (Горж)
Рунку (рум. Runcu) општина је у Румунији у округу Горж.
Oпштина се налази на надморској висини од 289 m.